# رع موسى
رع موسى أو راموس هو أحد وزراء أخناتون في بداية ملكه. يوجد في الأقصر قبر رع موسى في جبانة القرنة فعلى الحائط الجنوبي على الجبس تبين طقوس الجنازة الجميلة الفخمة والنسوة الحزينات على الميت ونقل الأثاث الجنائزي وعلى الحائط الغربي رسم هو أول تمثيل الاخناتون واتونوعلى الحائط الشرقي نقش غير عميق يمثل القيام بطقوس التقدمات امام رع موسى ونبلاء اسرته وتمكن رؤية هذا العمل الدقيق في قبري خع-ام-حات خرو-اف